# Речь Владимира Путина о признании ДНР и ЛНР
Ре́чь Влади́мира Пу́тина о призна́нии ДНР и ЛНР — телевизионное обращение президента России Владимира Путина к гражданам России, которое состоялось вечером 21 февраля 2022 года, на фоне кризиса в российско-украинских отношениях. В своём обращении Владимир Путин заявил, что украинское государство является, якобы, искусственным образованием коммунистической эпохи, и что Россия признаёт подконтрольные ей Донецкую и Луганскую народные республики, созданные в ходе войны в Донбассе.
Российские власти, несущие основную ответственность за создание и поддержку сепаратистского движения в Донбассе, используют признание ДНР и ЛНР в качестве основания для вторжения на Украину, начавшегося 3 дня спустя.

## Предыстория
В 2021—2022 годах в отношениях между Россией и Украиной произошло резкое обострение, связанное с наращиванием российского военного присутствия в районе российско-украинской границы. С декабря 2021 года западные СМИ регулярно обвиняли Россию в подготовке нападения на Украину. В декабре российское руководство выдвинуло США и другим странам НАТО ряд требований — в частности, об отказе НАТО от дальнейшего расширения на восток (включая гарантии непринятия в НАТО Украины), отводе американских сил и вооружений из Восточной Европы и отказе от размещения в Европе (в том числе на Украине) ударных средств, способных угрожать России. Эти требования не были приняты. Эти ультимативные требования США и НАТО сочли невыполнимыми. НАТО заявило, что альянс не намерен отказываться от политики открытых дверей, поскольку считает, что страны вправе самостоятельно выбирать альянсы и способы обеспечения безопасности, США же согласились вступить с Россией в диалог по контролю над вооружениями и избежанию военных инцидентов.
В середине февраля 2022 года обострилась ситуация на линии соприкосновения в Донбассе между вооружёнными силами Украины и формированиями непризнанных ДНР и ЛНР, участились нарушения режима прекращения огня. 18 февраля власти донбасских республик объявили об угрозе вторжения украинских войск и начали эвакуацию в Россию женщин и детей и мобилизацию мужчин, причём обращения лидеров Донецка и Луганска об эвакуации, выпущенные 18 февраля, были сняты 16 февраля. 21 февраля главы ДНР и ЛНР официально обратились к Владимиру Путину с просьбой признать их независимость. В тот же день прошло расширенное заседание Совета Безопасности РФ, на котором эта просьба получила поддержку. Вечером 21 февраля в телевизионный эфир вышло обращение Владимира Путина к гражданам России, в котором он сообщил, что Российская Федерация признаёт ДНР и ЛНР самостоятельными государствами.

## Содержание речи
Речь Владимира Путина продолжалась около часа. Она началась с исторического экскурса: Путин говорил о прошлом Украины и о том, как эта страна получила независимость. Согласно его словам, «современная Украина целиком и полностью была создана Россией, точнее, большевистской, коммунистической Россией»; при этом советская власть, формируя территорию Украинской ССР в составе Советского Союза, присоединяла к ней русские земли и признала за союзными республиками права суверенных государств, что предопределило распад страны. Отметив, что современная Украина проводит политику декоммунизации, Путин высказался следующим образом: «Вы хотите декоммунизацию? Ну что же, нас это вполне устраивает. Но не нужно, что называется, останавливаться на полпути. Мы готовы показать вам, что значит для Украины настоящая декоммунизация».
После 1991 года, по словам Путина, Россия постоянно поддерживала Украину «с уважением к её достоинству и суверенитету», но та «предпочитала действовать так, чтобы в отношениях с Россией иметь все права и преимущества, но не нести при этом никаких обязательств». Свою государственность Украина, согласно речи, выстраивала на отрицании связей с Россией, старалась шантажировать Запад своим сближением с этой страной, чтобы добиться от него преференций. «Устойчивая традиция подлинной государственности» на Украине так и не сложилась, её политическая система оказалась насквозь коррумпирована, в 2014 году в результате «госпереворота» власть захватили радикалы-националисты, которые начали откровенно антирусскую политику. Внешнеполитическая доктрина Украины направлена в первую очередь против России, эта страна может стать обладателем ядерного оружия. США и НАТО ведут «беззастенчивое освоение территории Украины как театра потенциальных военных действий», что создаёт для России непосредственную угрозу.
Далее Путин говорит о расширении НАТО на Восток, которое, по его словам, направлено против России и происходит в нарушение достигнутых когда-то договорённостей. Предложение «о равноправном диалоге» осталось без внимания, а поэтому у России есть право «принимать ответные меры обеспечения собственной безопасности». Президент заявил, что в Донбассе происходят «трагедия» и «геноцид, которому подвергаются почти 4 миллиона человек», причём «так называемый цивилизованный мир» предпочитает этого не замечать. Поэтому он считает необходимым «принять уже давно назревшее решение — незамедлительно признать независимость и суверенитет Донецкой народной республики и Луганской народной республики» и потребовать от украинских властей немедленно прекратить боевые действия. «В противном случае, — заявил Путин, — вся ответственность за возможное продолжение кровопролития будет целиком и полностью на совести правящего на территории Украины режима».

## Восприятие

### В России
Российский политолог Андрей Кортунов, генеральный директор Российского совета по международным делам, считает, что речь была посвящена не Донбассу, как можно было бы ожидать, а Украине в целом, украинскому проекту государственного строительства; по его мнению, «это показывает, что проблемы у Путина не с восточной частью Украины, а с самой концепцией Украины в том виде, в каком она сейчас сформировалась». По мнению Кортунова, к тому, что произошло 21 февраля, привело накопившееся раздражение России по поводу неготовности Киева последовательно выполнять минские договорённости и нежелания Запада оказывать давление на Киев, разочарование по поводу несбывшихся надежд, которые возлагались на Зеленского. На всё это наложилось всё более и более артикулированное недовольство ситуацией с безопасностью в Европе. Украинский кризис — это часть более широкого европейского кризиса. Решение, принятое 21 февраля, во многом обнуляет минские договорённости, которые были одной из главных дипломатических побед России и лично Владимира Путина. По всей видимости, это можно интерпретировать так, что Россия утратила надежду на благоразумие Запада — ту надежду, которая ещё звучала в мюнхенской речи.
Российский американист Иван Курилла, профессор Европейского университета в Санкт-Петербурге, увидел в речи Путина попытку «подтянуть» исторические факты для обоснования политических решений и назвал такую практику порочной: «Это то, с чем профессиональные историки должны бороться».
Российский политолог Владимир Гельман, профессор Европейского университета в Санкт-Петербурге, охарактеризовал выступление как «очень длинное и подробное высказывание обид со времён Ленина», причём одного признания независимости ДНР и ЛНР явно недостаточно, чтобы эти обиды погасить. На уровне риторики, по мнению Гельмана, не было сказано ничего нового: нарратив только «стал более подробным, расширился на наше с Украиной совместное прошлое».
Российский социолог Лев Гудков, научный руководитель «Левада-Центра», написал, что речь Путина — «образец очень агрессивной, лживой демагогии» с сильным антиукраинским посылом, со смешением «фактических и лживых утверждений». Заявление о том, что государственность Украине подарили большевики, Гудков назвал «фантастической неграмотностью», слова о фашистском перевороте — «клеветой», общий курс Путина, частью которого является речь, — «поддержкой шантажа и неопределённости».

### В других странах
Американский журналист Майкл Брендан Догерти (англ. Michael Brendan Dougherty) в журнале «National Review» написал, что это «самая опасная речь после Холодной войны».
Американский политолог Ричард Вайц (англ. Richard Weitz), старший научный сотрудник и директор Центра военно-политического анализа Гудзоновского института, заявил: «речь Путина была ужасной, то, что он сказал про Украину, что она не достойна продолжать существовать как независимое государство, было для нас шоком».
Историки, опрошенные PolitiFact, обнаружили множество исторических неточностей в речи Путина. Они считают, что Путин, заявляя о единстве русских и украинцев и создании украинского государства Советским Союзом, упростил сложную историю Украины. Он опустил то, что территория современной Украины на протяжении долгого времени принадлежала нескольким различным государствам, поэтому некоторые версии идентичности украинцев вообще не имеют ничего общего с Россией; казаки, сыгравшие важную роль в становлении Украины, не имеют чёткого этнического происхождения, и на протяжении веков они воевали как вместе с Россией, так и против неё. Также с XVII по XX века Россия жестоко подавляла зарождавшиеся украинскую культуру и язык.
По данным издания «Проверено.Медиа», утверждение Путина о создании украинской государственности Лениным не соответствует действительности — даже Большая российская энциклопедия сообщает о формировании на территории современной Украины независимого государства, которое началось ещё до появления УССР, что подтверждается мнением профессиональных историков, опрошенных «Русской службой BBC».
Обозреватели отметили аналогии между высказываниями и действиями Путина во время вторжения на Украину и риторикой и действиями Гитлера перед Второй мировой войной и в её начале. Отмечается сходство между риторикой Гитлера при захвате Судетской области и риторикой Путина при вторжении на Украину: Гитлер утверждал, что в Судетской области живут немцы, которые не хотят быть в составе Чехословакии — Путин утверждал, что в Донецке и Луганске живут русские, которые не хотят быть в составе Украины и подвергаются притеснениям со стороны украинского правительства. Путин может быть мотивирован чувством национального унижения после распада СССР, как Гитлер был мотивирован поражением Германии в Первой мировой войне.